# Germán Martinelli Chuchón
Germán Salvador Martinelli Chuchón (Provincia de Huamanga, Ayacucho, 9 de noviembre de 1963 - ), es un arquitecto y político peruano. Alcalde de la Provincia de Huamanga.

## Biografía
Realizó sus estudios primarios y secundarios en el Colegio San Juan Bosco de Ayacucho.  
Estudió arquitectura en la Universidad Ricardo Palma entre 1982 y 1987. 
Luego funda su propia agrupación, el Movimiento Movimiento Innovación Regional (MIRE), alcanzando la alcaldía provincial para el periodo 2007 - 2010.